# N-340
La carretera N-340 (o carretera del Mediterráneo) es la más larga de las carreteras nacionales de España. Une Puerto Real, en Cádiz, con Barcelona por toda la costa del Mediterráneo español, atravesando diez provincias.
Con 1248 km fue la carretera nacional más larga del país. La N-340 ha sido desdoblada y convertida en autovía, pasándose a llamar A-7, excepto entre Puerto Real y Algeciras (actualmente hasta Vejer de la Frontera), que ha sido renombrada como A-48. La carretera N-340 sirve, junto con la N-332, como alternativa gratuita a la autopista AP-7 en los tramos por donde ésta pasa.
Según un estudio realizado por RACE en 2006, en la N-340 se encuentra el tramo de carretera más peligroso de España: el límite sur de la provincia de Alicante (km 678 al 698)

## Historia
La N-340 sigue, hasta la altura de la provincia de Murcia, el trazado de la antigua Vía Augusta, construida durante la ocupación romana de la península ibérica, que recorría toda la costa mediterránea desde Gibraltar hasta Barcelona.
El tramo popularmente conocido como El Cañarete, en la provincia de Almería y al oeste de su capital se empezó a construir en 1865 y se abrió al tráfico hacia 1881, discurriendo colgado de los acantilados de la sierra de Gádor, y dejando obsoleto el llamada Camino Viejo, que serpenteaba por la montaña; con un coste por distancia además mucho más elevado que la mayoría del resto de tramos. Ya en los años 1960 se construyeron dos túneles y varios puentes para salvar algunas de las zonas más tortuosas del camino y hacerlo más seguro.

## Trayecto

### Provincia de Cádiz
La N-340 tenía su kilómetro 0 en el polígono Tres Caminos de Puerto Real, y comunicaba Cádiz con las ciudades de Málaga y Almería con un itinerario costero. La carretera ha duplicado su calzada en su trazado entre San Fernando y Vejer de la Frontera dando lugar a la nueva autovía A-48. Este tramo de la provincia de Cádiz coincide con la ruta europea E-5, atravesaba poblaciones como Chiclana de la Frontera, Conil de la Frontera, Vejer de la Frontera y Tarifa, extremo sur de la Península. En Algeciras da paso a la A-7 y coincide con la ruta europea E-15, justo a la salida de esta ciudad confluye con la carretera autonómica A-381 que une Los Barrios con Jerez de la Frontera. Continuaba su trazado llegando a San Roque donde cruzaba con la CA-34, antigua N-351, carretera que une a esta población con La Línea de la Concepción y Gibraltar. Tras cruzar el río Guadiaro, enlaza con la Autopista del Mediterráneo.  AP-7 , vía de peaje, yendo paralela a la misma.

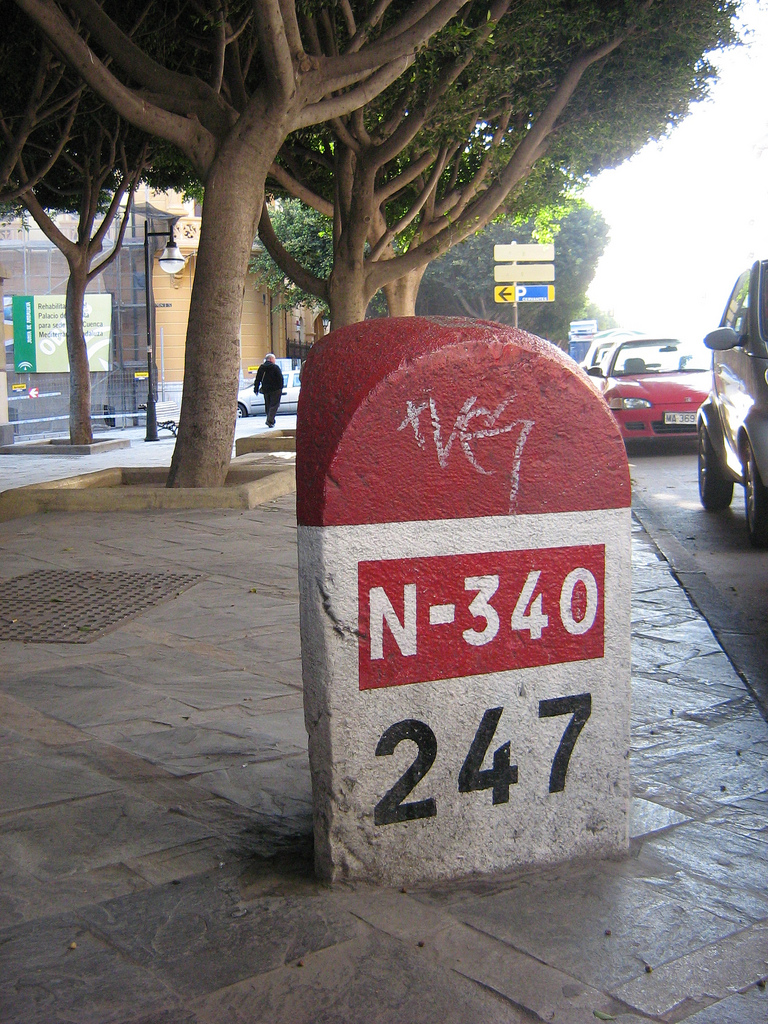
Antigua señalización de la N-340 en Málaga.

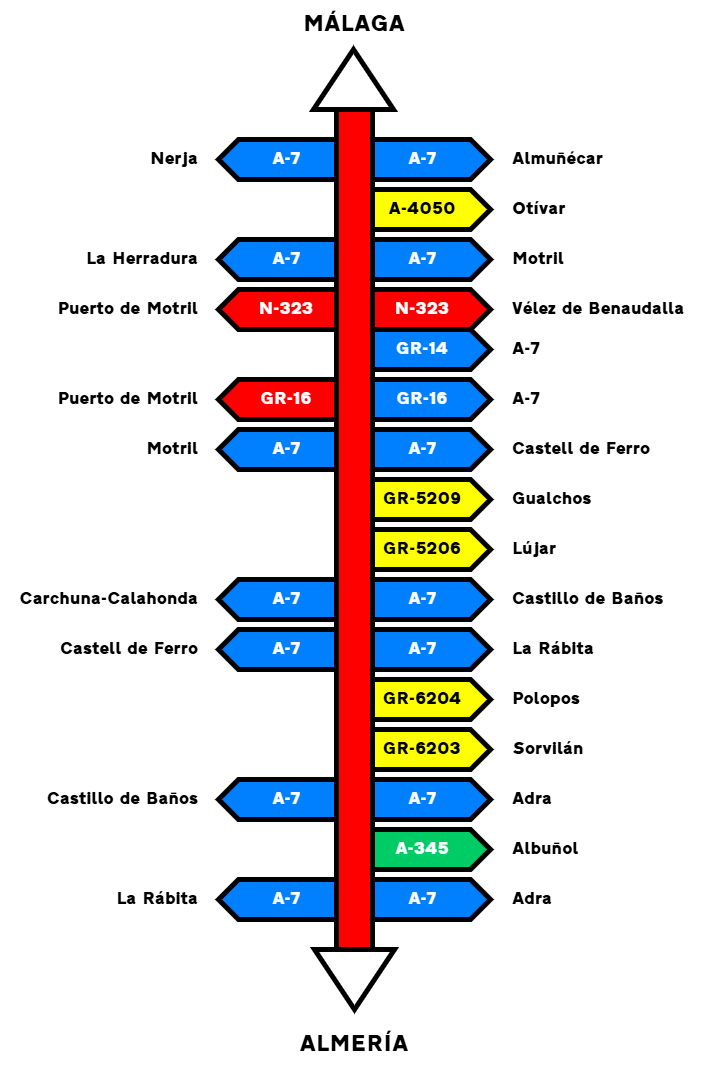
Itinerario de la N-340 en la provincia de Granada

### Provincia de Málaga

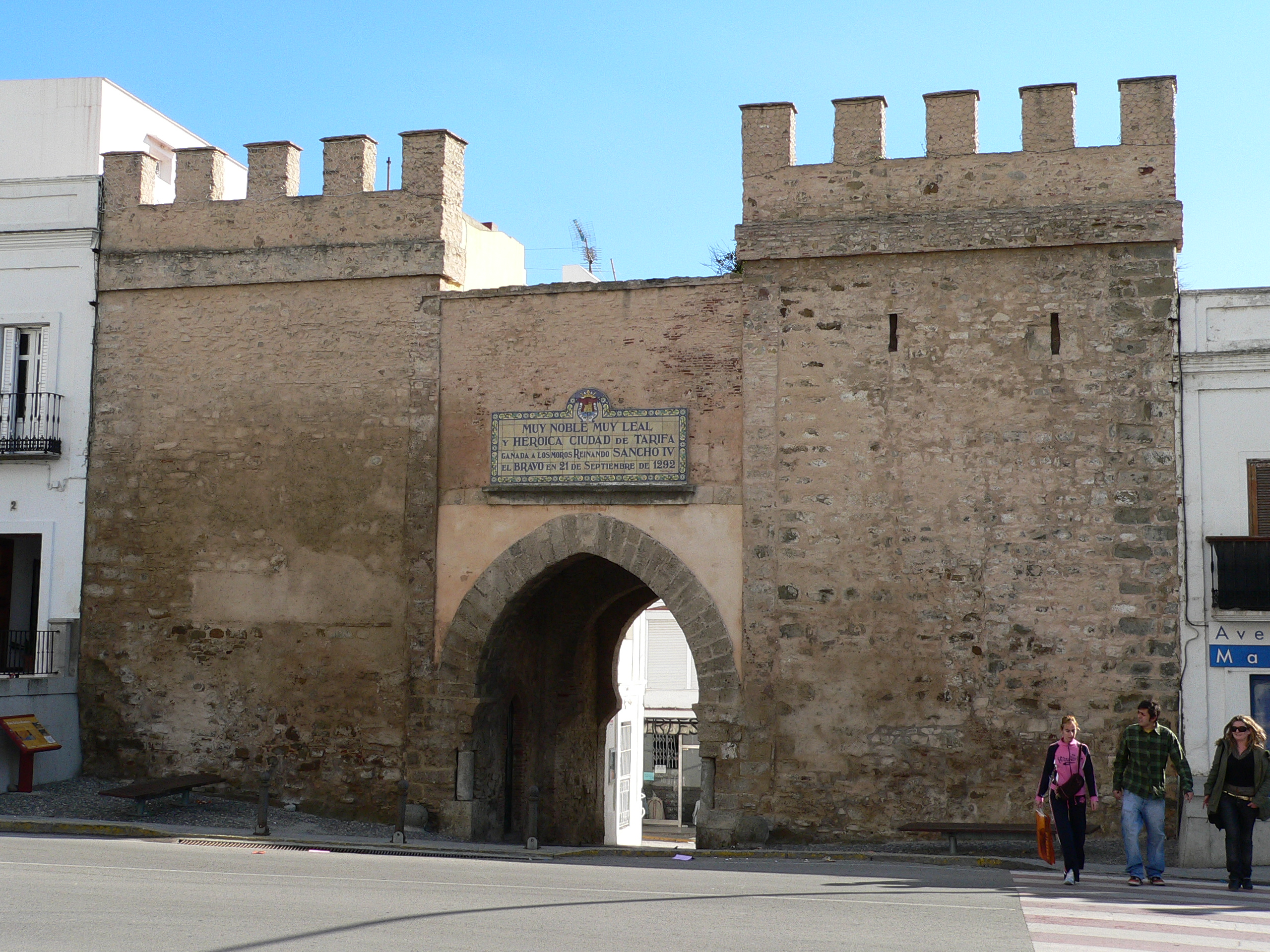
Antes de que fuera construida la variante exterior de Tarifa, el trazado de la N-340 entraba en la ciudad, siendo la Puerta de Jerez (en la imagen) el punto más meridional de su recorrido.

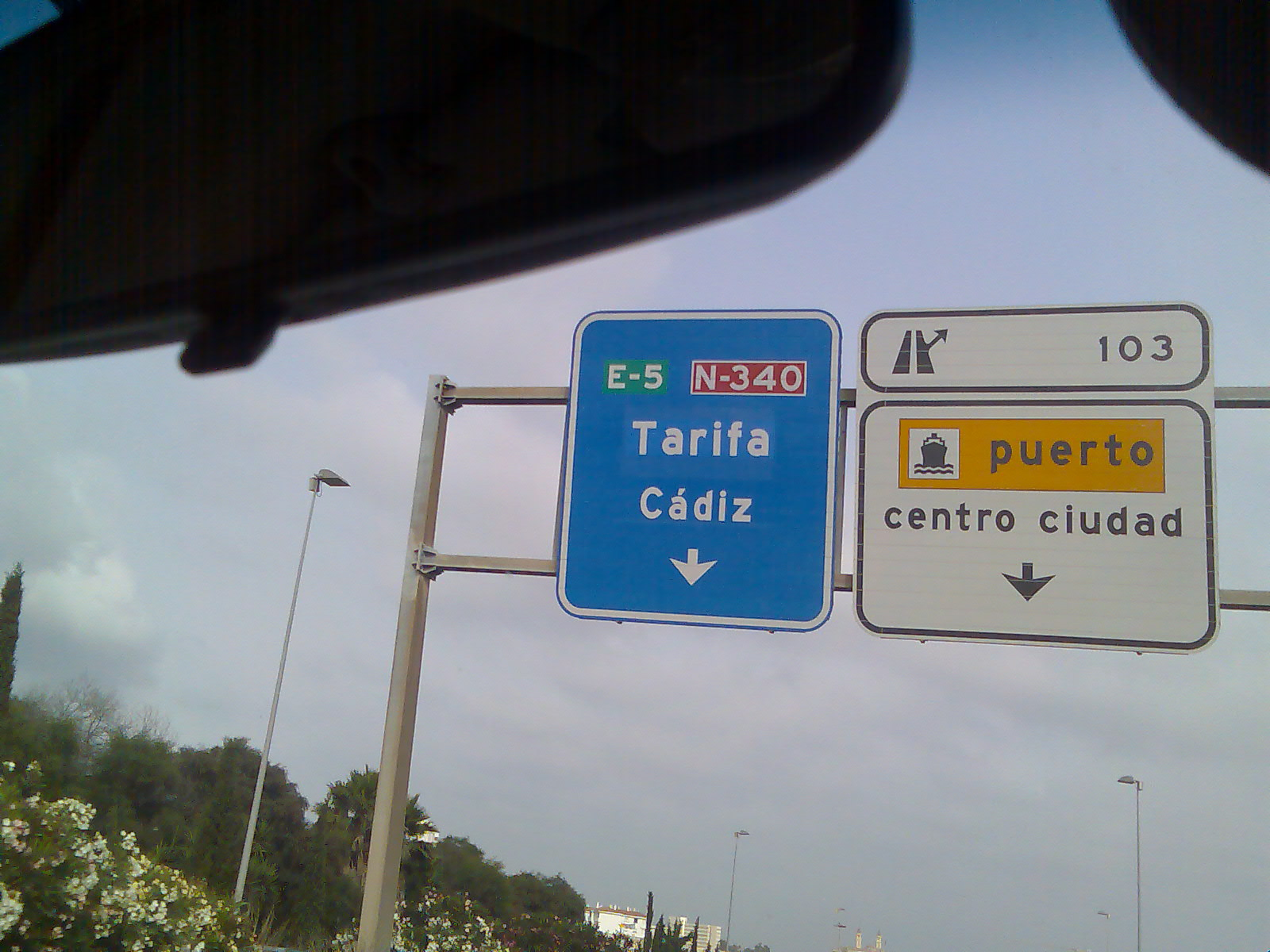
N-340 en Algeciras.

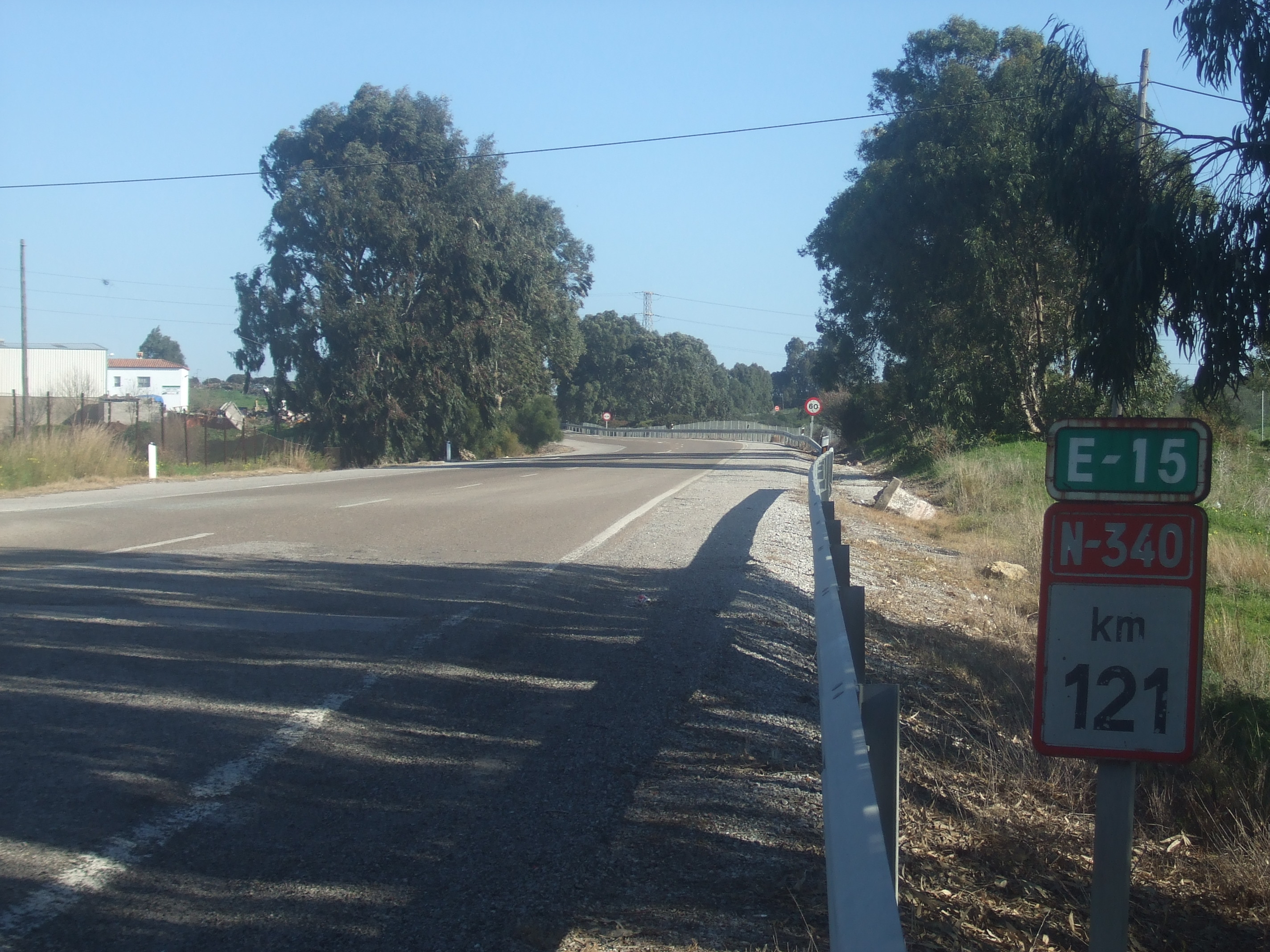
N-340 en San Roque (Cádiz). Esta carretera ha quedado relegada a vía de servicio de la autovía del Mediterráneo.

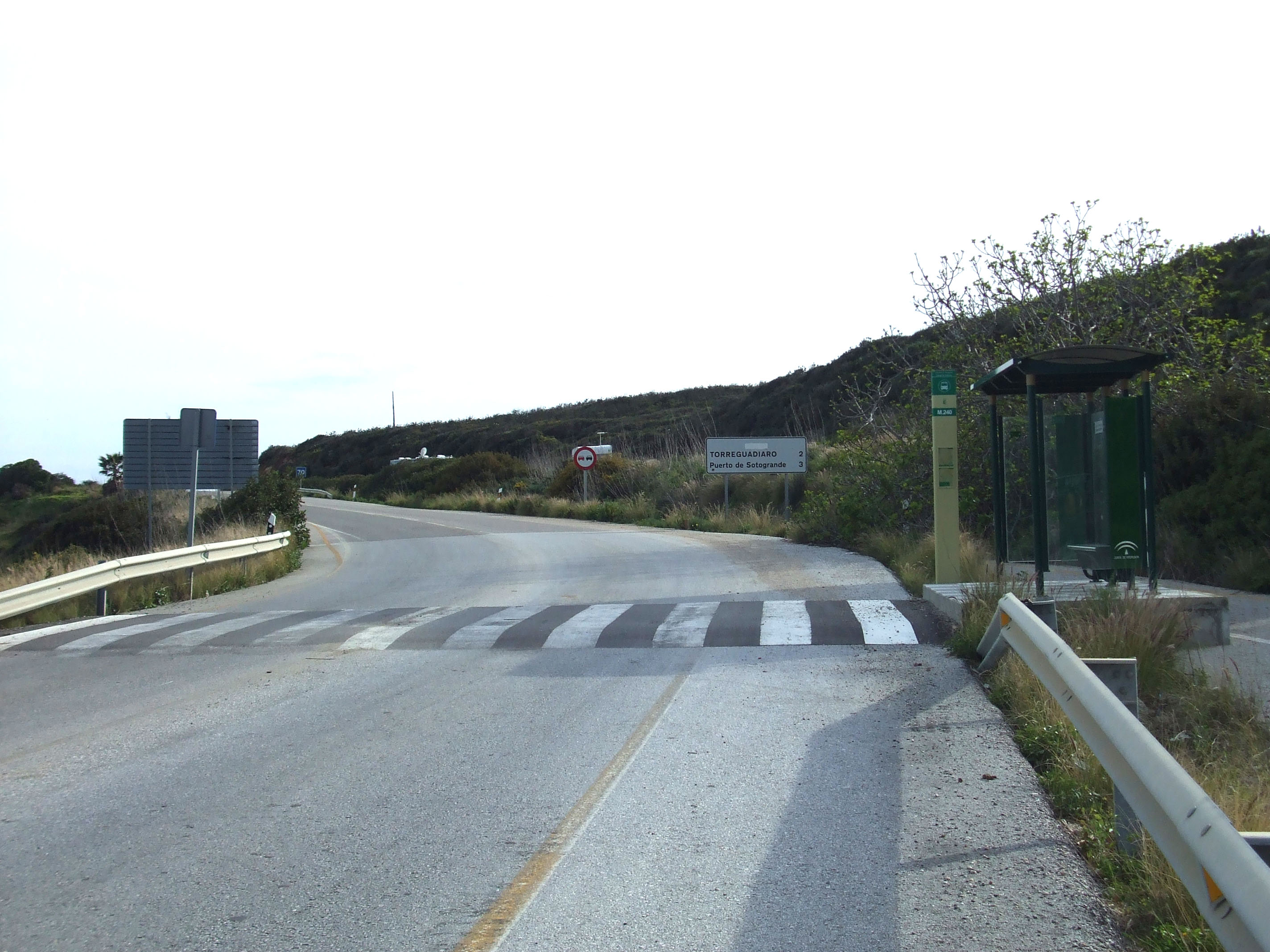
Parada de autobús en el acceso desde la N-340 a Torreguadiaro.

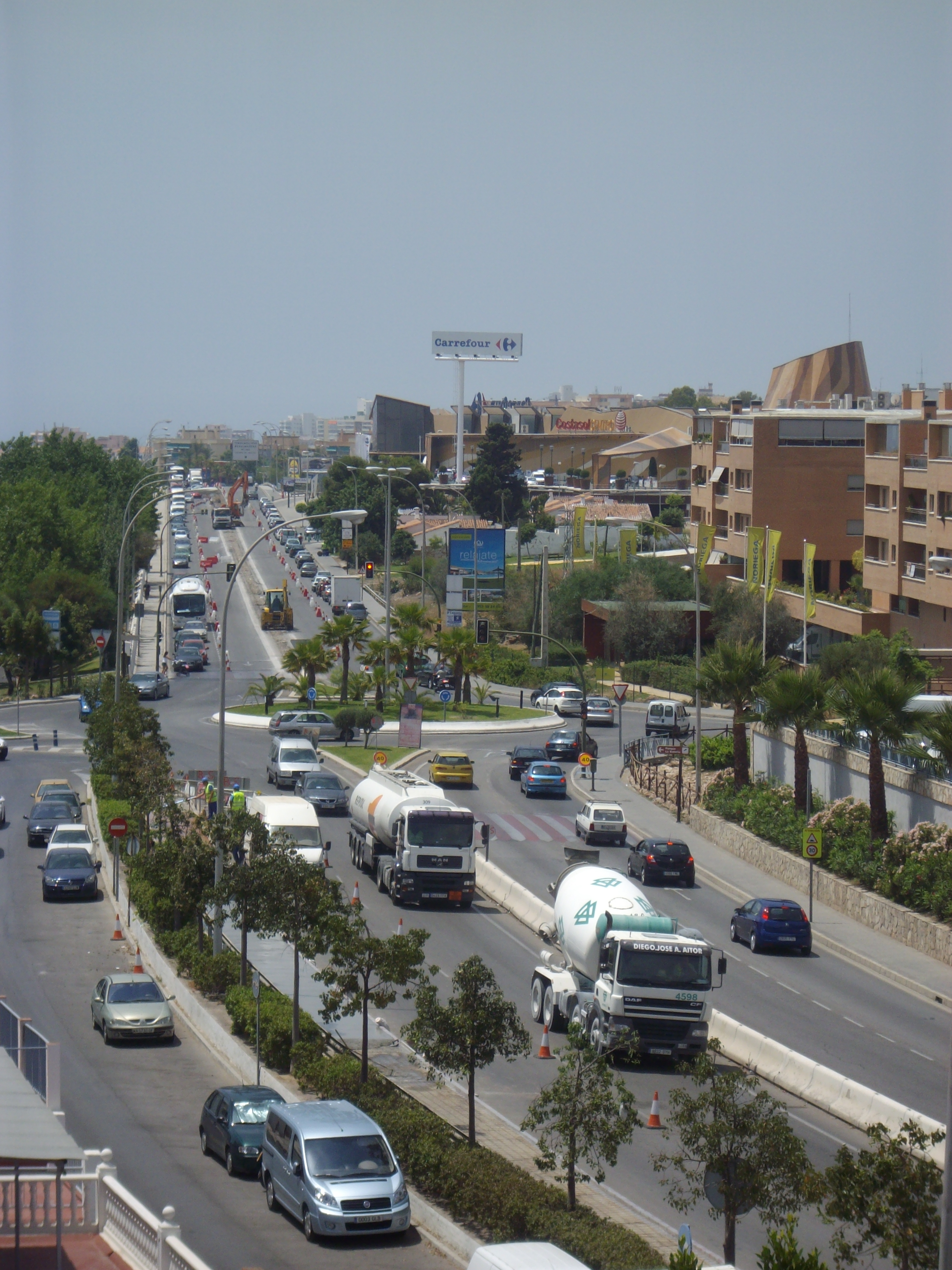
Obras de remodelación de la N-340 a su paso por Torremolinos.

Siguiendo su ruta llegábamos a la provincia de Málaga. En su itinerario por la Costa del Sol Occidental la N-340 se encuentra desdoblada. La primera población que atravesaba era San Luis de Sabinillas, perteneciente a Manilva. La segunda población que atravesaba era Casares. Tras pasar por Estepona, al llegar a San Pedro de Alcántara hay una intersección con la carretera autonómica  A-397  que une la Costa del Sol con Ronda y Sevilla. Siguiendo se llega a ciudades turísticas como Marbella, Fuengirola, Mijas, Benalmádena y Torremolinos. Al llegar a Málaga se unía a la  AP-7  y conectaba con otras carreteras de la red como la  A-45  (antigua  N-331 ) que comunica dicha ciudad con Antequera y Córdoba.
Siguiendo su curso pegada al mar Mediterráneo cruzaba Rincón de la Victoria, Vélez-Málaga, Torrox y Nerja. En este tramo se ha construido la autovía en paralelo a la antigua nacional, que sirve como travesía de estas localidades.

### Provincia de Granada
La N-340 es utilizada en el litoral de la provincia de Granada para acceder a poblaciones como La Herradura, Almuñécar, Salobreña, Motril, Torrenueva Costa, Calahonda, Castell de Ferro o La Rábita. Este tramo ha sufrido un notable desuso por la construcción de la A-7 que une Málaga y Almería. Antes de llegar a Motril enlazaba con la N-323 y la A-44 que une Motril con Bailén por Granada y Jaén. Actualmente este tramo se utiliza para acceder a los pueblos costeros de la zona.

### Provincia de Almería

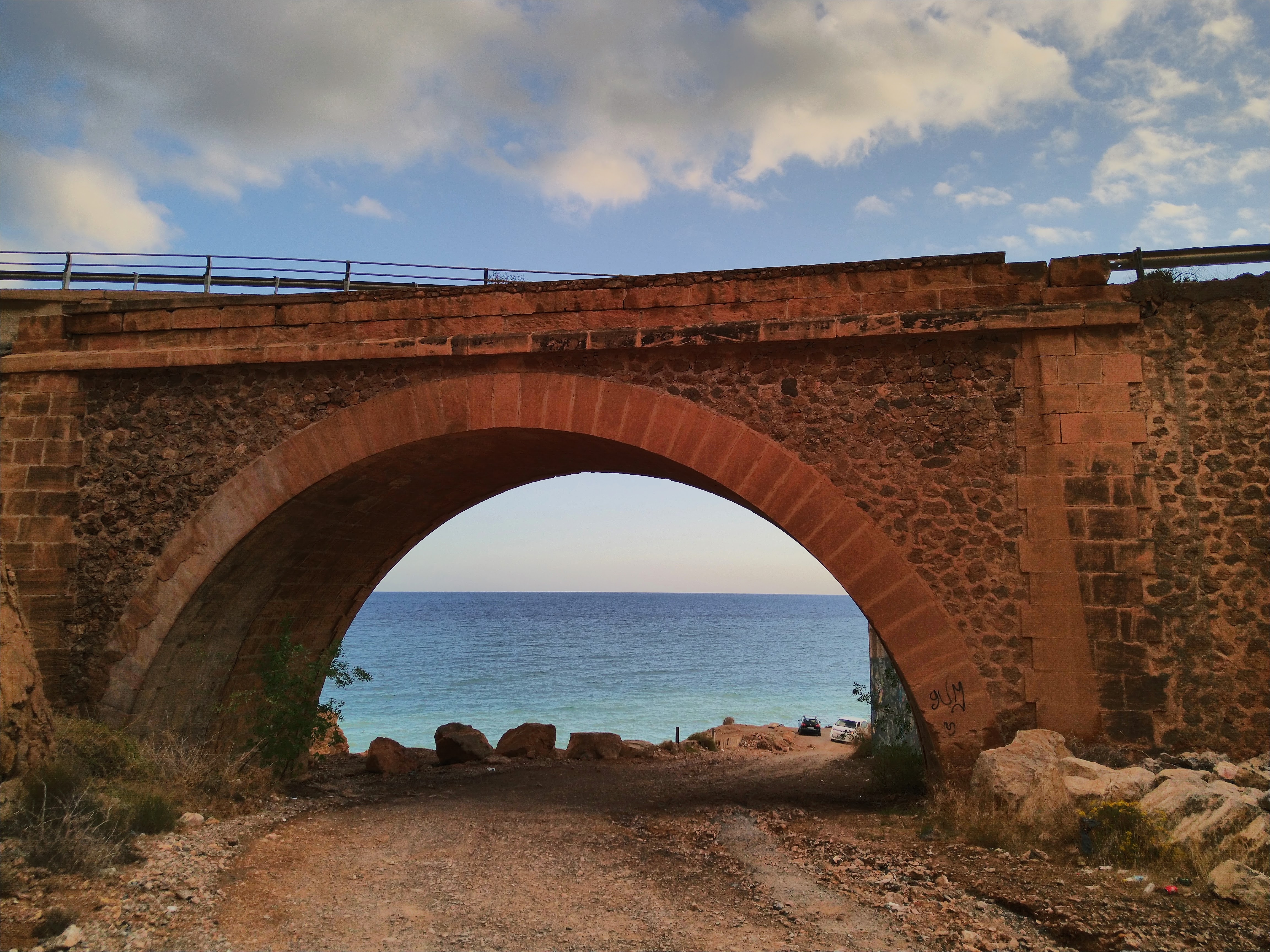
Puente del siglo XIX en uso en el tramo de la 340a a su paso por El Palmer conocido como El Cañarete.

Siguiendo su ruta llegábamos a la provincia de Almería y la primera población que atravesaba era Adra, ya desdoblada y transformada de nuevo en la A-7, también cruzaba con la carretera autonómica A-347 que se dirige hacia las Alpujarras. De este modo entramos en el Poniente Almeriense atravesando las poblaciones de El Ejido, Vícar y Aguadulce (Roquetas de Mar), aquí se cruza con la A-391 que une Roquetas de Mar con las Alpujarras atravesando la sierra de Gádor. De este modo se llega a la ciudad de Almería, la carretera, renombrada como N-340a, salía de la ciudad dirección norte atravesando las poblaciones de Huércal de Almería Benahadux y Rioja, aquí se cruzaba con la autonómica A-348 que va en dirección a las Alpujarras y Sierra Nevada, así se llegaba al desierto de Tabernas y donde se cruza con la A-92 dirección a Granada, siguiendo el recorrido característico del desierto se atraviesan las poblaciones de Tabernas y Sorbas con sus pintorescas "casas colgantes". A continuación se unía otra vez a la A-7. Las siguientes poblaciones importantes que atravesaba son Vera y Huércal-Overa, antes de llegar a esta última la carretera se cruza con la autonómica A-334 que va en dirección hacia Baza atravesando la comarca del Valle del Almanzora. Así finaliza su recorrido por la provincia de Almería.

### Poblaciones y principales enlaces en Andalucía
Provincia de Cádiz
- Tres Caminos (km 0)
  - CA-33 San Fernando-Cádiz
  - A-4 Puerto Real-Puerto de Santa María-Jerez de la Frontera
- Chiclana de la Frontera (km 7)
  - A-390 Medina Sidonia
- Conil de la Frontera (km 26)
- Vejer de la Frontera (km 36)
  - A-396 Medina Sidonia-Paterna de Rivera-San José del Valle-Arcos de la Frontera-Espera
  - A-314 Barbate
- Retín (km 56)
  - A-2227 Zahara de los Atunes
- Tahivilla (km 60)
- Facinas (km 66)
- Tarifa (km 83)
- Algeciras (km 105)
- Palmones (km 111)
  - A-381 Los Barrios-Alcalá de los Gazules-Jerez de la Frontera
- Taraguilla (km 115)
  - A-405a Estación de San Roque
- Miraflores (km 116)
  - A-405 Castellar de la Frontera-Jimena de la Frontera-Gaucín-Ronda
- San Roque (km 118)
  - CA-34 La Línea de la Concepción-Gibraltar
- Sotogrande (km 130)
  - A-2100 Castellar de la Frontera
- Pueblo Nuevo de Guadiaro (km 132)
  - A-2103 Guadiaro-San Enrique de Guadiaro
- Torreguadiaro (km 136)
  - A-2102 San Enrique de Guadiaro-El Secadero-San Martín del Tesorillo

Provincia de Málaga
- San Luis de Sabinillas (km 144)
  - A-377 Manilva-Casares-Gaucín
- Estepona (km 155)
- San Pedro Alcántara (km 171)
  - A-397 Ronda
- Marbella (km 181)
  - A-355 Ojén-Monda-Coín-Cártama
- Fuengirola (km 210)
  - A-387 Mijas
- Benalmádena costa (km 222)
- Torremolinos (km 227)
  - A-368 Arroyo de la Miel-Benalmádena pueblo-Mijas
- Churriana (km 231)
  - A-404 A-366 Alhaurín de la Torre-Coín
- Málaga (km 240)
  - A-357 Cártama-Pizarra-Álora-Campillos
  - A-45 Antequera-Córdoba-Sevilla-Granada
- Rincón de la Victoria (km 254)
- Torre del Mar (km 272)
  - A-356 Vélez Málaga
- Torrox (km 285)
- Nerja, Frigiliana (km 292)

Provincia de Granada
- La Herradura (km 308)
- Almuñécar (km 313)
- Salobreña (km 329)
- Motril (km 335)
- N-323 A-44 Granada
- Calahonda (km 347)
- Castell de Ferro (km 354)

Provincia de Almería
- Adra (km 389)
  - A-347 Berja
- El Ejido (km 409)
  - A-358 La Mojonera
- Vícar (km 424)
- Aguadulce (km 429)
  - A-391 Roquetas de Mar-Enix-Felix
- Almería (km 444)
  - A-92 N-344 Guadix
- Huércal de Almería (km 448)
- Benahadux (km 453)
  - A-348-Gádor
- Rioja (km 456)
  - A-92
- Tabernas (km 473)
  - A-349 Olula del Río
- Sorbas (km 499)
- Los Gallardos (km 522)
  - A-370 Garrucha
- Vera (km 533)
  - A-332 Águilas
- Santa Bárbara (km 547)
  - A-334 Zurgena-Albox-Baza
- Huércal-Overa (km 553)
  - A-327 Vélez-Rubio

### Región de Murcia
La N-340 recorría la Región de Murcia de oeste a este, coincidiendo gran parte de su recorrido con la A-7 sobre todo en el tramo que va desde el límite con la provincia de Almería hasta Murcia. La primera población que cruzaba era Puerto Lumbreras, aquí enlazaba con la A-91 (antigua N-342, Jerez de la Frontera-Cartagena) que une la Región de Murcia con Granada.
Continuaba su recorrido dirección norte llegando a la localidad de Lorca cruzándose con la carretera autonómica RM-11 que une esta localidad con el interior de la región, poblaciones como Caravaca de la Cruz, y con la población costera de Águilas.
Las siguientes poblaciones que cruzaba eran Totana y Alhama de Murcia al pie de Sierra Espuña y Librilla.
En Totana se enlaza con la autovía RM-3 hacia Mazarrón. En Alhama de Murcia se enlaza con las autovías RM-2 hacia Fuente Álamo de Murcia y RM-23 hacia Mazarrón.
Continuando su itinerario la N-340 llegaba a la población de Alcantarilla ya a muy pocos kilómetros de Murcia capital. Aquí enlazaba con la autovía RM-15 que comunica a esta población con Caravaca de la Cruz, con la autovía de circunvalación de Murcia o MU-30 y con la carretera de la red estatal N-344 que comunica la Región de Murcia con Valencia por el interior, muy utilizada anteriormente antes de la construcción de la autovía del Mediterráneo.
Así se llegaba a la ciudad de Murcia, aquí enlazaba con otras carreteras estatales como la A-30 (antigua N-301) que comunica a esta ciudad con Madrid y Cartagena. A partir de aquí la N-340 va paralela a la A-7 hasta Alicante. La última población murciana que atraviesa esta carretera es Santomera y ya se introduce en la Comunidad Valenciana.

### Poblaciones y principales enlaces en la región de Murcia
- Puerto Lumbreras (km 578)
  - A-91 Vélez-Rubio-Granada
- Lorca (km 591)
  - RM-11 Águilas-Caravaca de la Cruz

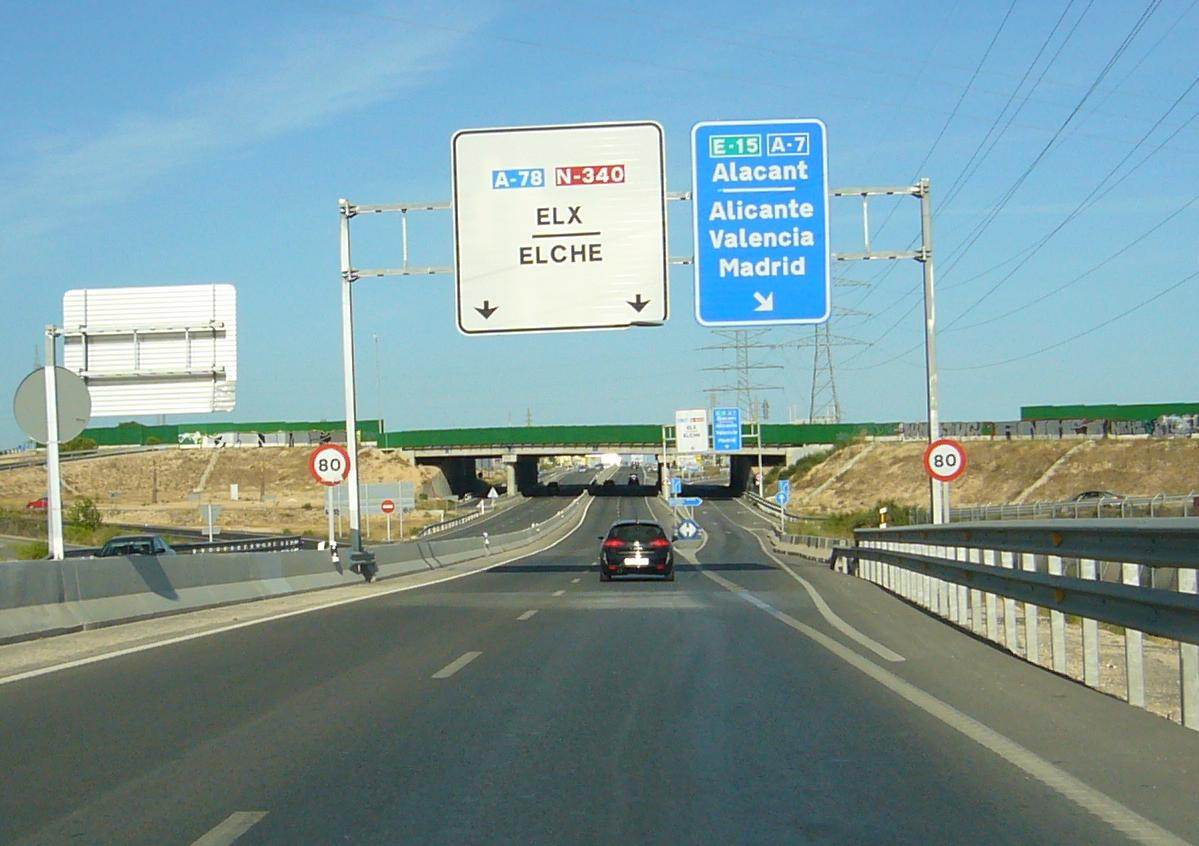
A-78, dirección Elche.

- Totana (km 617)
  - RM-3 Mazarrón
- Alhama de Murcia (km 627)
  - RM-2 Fuente Álamo de Murcia
  - RM-23 Mazarrón
- Librilla (km 635)
- Alcantarilla (km 651)
  - RM-15 MU-30 Mula
  - N-344 Torres de Cotillas
- Murcia (km 659)
  - A-30 Cartagena-Albacete
- Santomera (km 676)
  - RM-414 Abanilla

### Provincia de Alicante
La N-340 es una de las arterias principales de transporte de la Comunidad Valenciana, recorre las tres provincias de sur a norte. Inicia su recorrido en el límite con la Región de Murcia, en este tramo desde el límite de provincia hasta la ciudad de Alicante va paralela a la A-7. Su primera travesía importante es Orihuela, localidad de la comarca de la Vega Baja del Segura. Otras poblaciones que atraviesa antes de llegar a la ciudad de Elche son Albatera y Crevillente. El tramo alicantino entre Orihuela y Crevillente está considerado como el más peligroso de España.[cita requerida] De Elche discurre hasta Alicante, uniéndose a la N-332 (Alicante-Cartagena), el tramo entre Crevillente y Elche está duplicado desde el año 2007, renombrada como autovía A-78, repartida con el mismo indicador de la N-340. La autovía A-78 fue descatalogada oficialmente del Catálogo de Red de Carreteras del Estado en 2013 y se mantiene como carretera desdoblada N-340.[cita requerida] Se adentra en la ciudad de Alicante y aquí conecta con la A-31 (antigua N-330) que une esta ciudad con Madrid. Al salir de Alicante dirección Valencia, la carretera se desvía hacia el interior de la provincia de Alicante atravesando el puerto de la Carrasqueta (1024m de altitud) y poblaciones como Jijona, Alcoy y Cocentaina.

### Provincia de Valencia

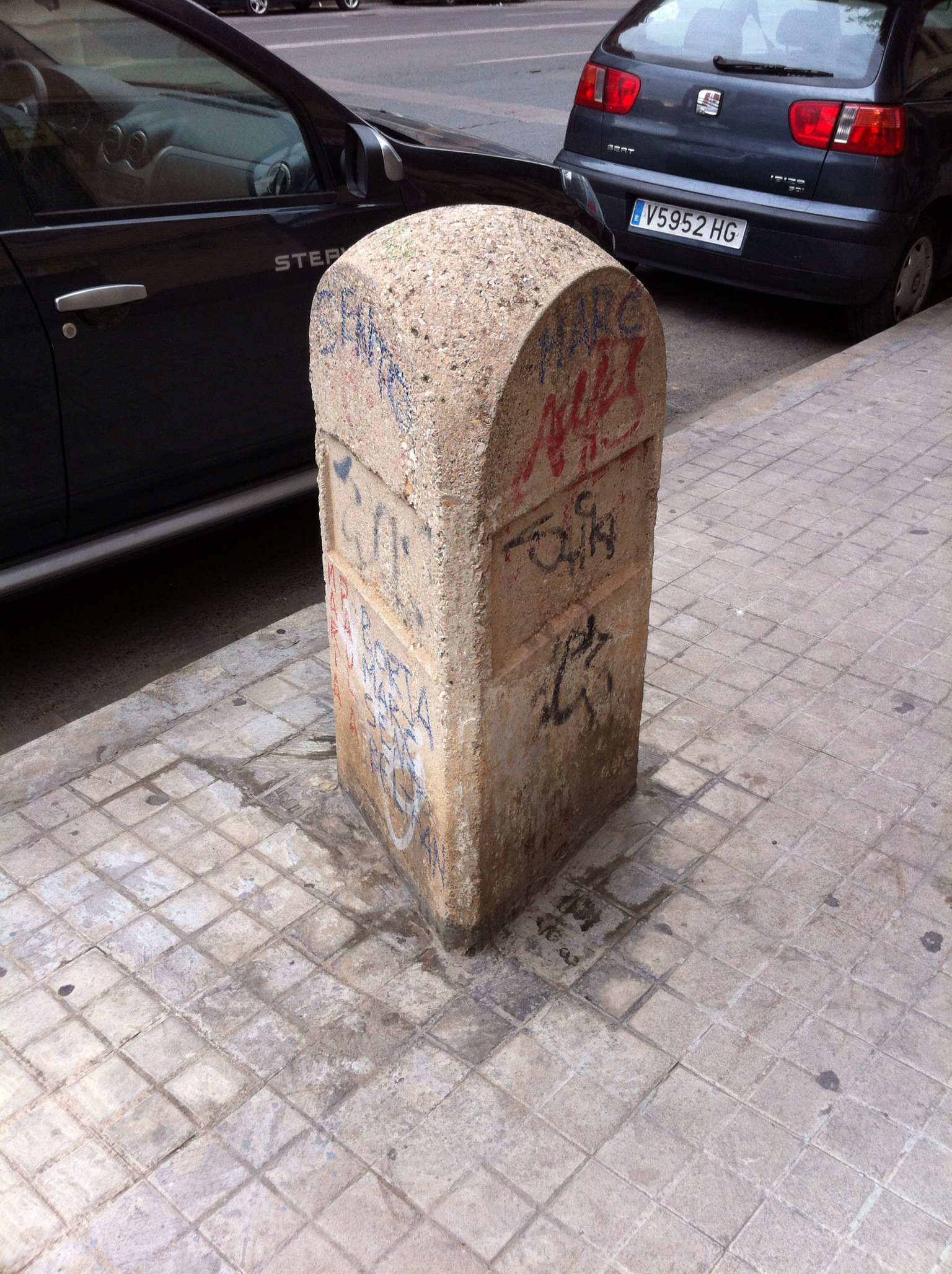
Mojón kilométrico en la calle de San Vicente Mártir, Valencia.

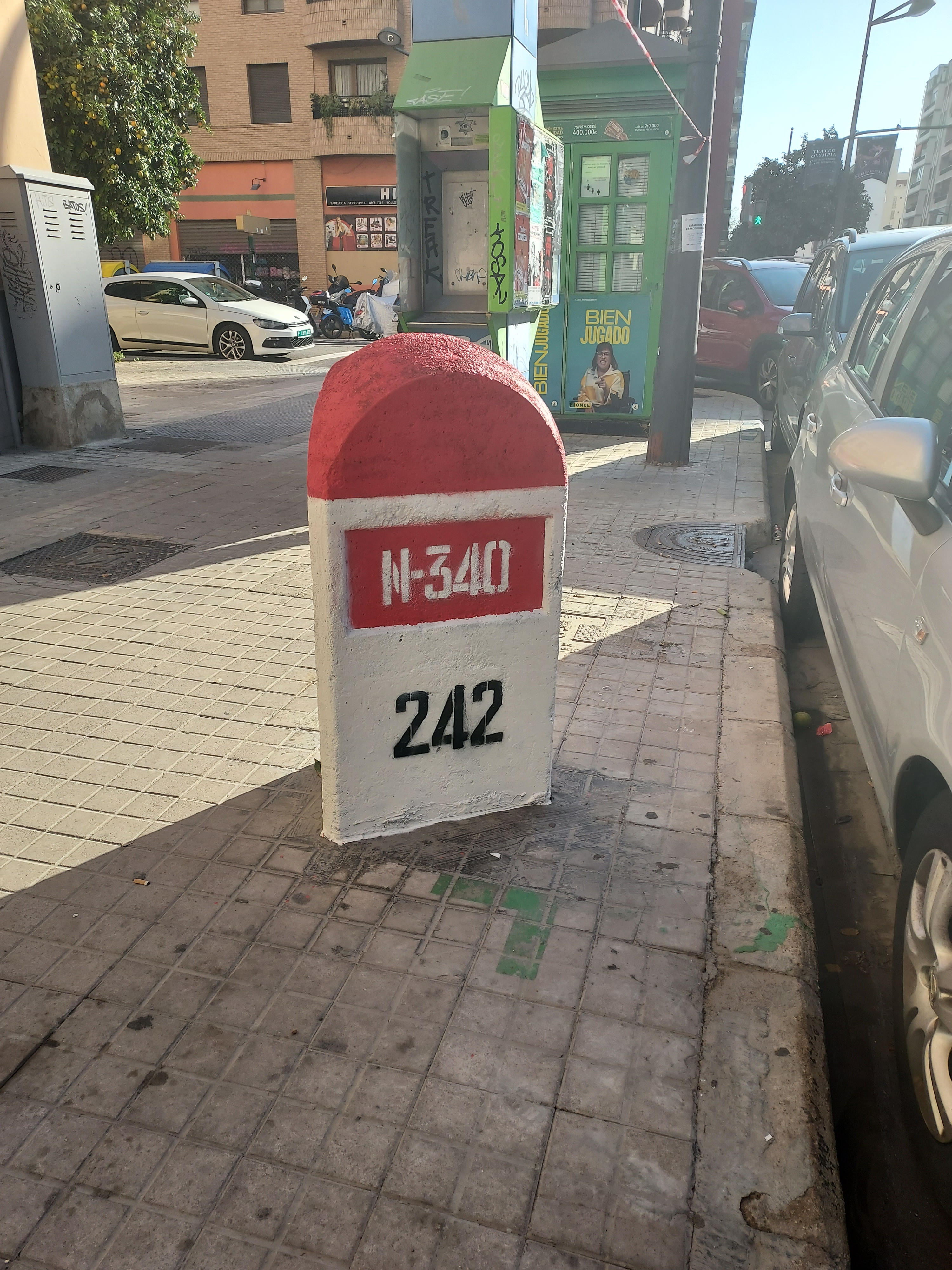
Mojón kilométrico N-340. Calle San Vicente Mártir, Valencia (restaurado).

Así llegamos hasta la provincia de Valencia atravesando el puerto de Albaida a 620m, las siguientes poblaciones son Albaida y Játiva, llegando a enlazar con la autovía A-35 que une esta última población con Almansa (Albacete). Sin embargo, en el tramo entre Albaida y Játiva, la vía ha sido transferida a la Generalidad Valenciana, siendo renombrada como CV-62, CV-620 y CV-58. A partir de aquí la N-340 se desdobla y continúa hacia Valencia coincidiendo con la A-7. Atraviesa las poblaciones de Alberique, l'Alcúdia y Alginet. Aquí enlaza con la autopista del Mediterráneo y la V-31 que es el acceso sur a Valencia y más conocida como "pista de Silla", sigue hacia Valencia renombrada de diversas maneras debido a su transferencia a las administraciones locales pero conservando sus mojones kilométricos. Atraviesa las poblaciones de Silla, Beniparrell, Albal, Catarroja, Masanasa, Alfafar y Benetúser, de este modo se adentra en Valencia por la calle San Vicente, aquí ese puede enlazar con otras carreteras del red estatal como la A-3 que une esta ciudad con Madrid. La salida hacia Castellón de la Plana es a través de la carretera autonómica CV-300 así ha sido renombrada la N-340 entre Valencia y Puzol, atraviesa la comarca de la Huerta Norte. En Puzol enlaza con la V-23 dirección Sagunto y paralela a la AP-7. En Sagunto conecta con la A-23 (autovía Mudéjar) (antigua N-234) que une Sagunto con Teruel y Zaragoza. Atraviesa Sagunto, cruza la autopista AP-7 y discurre paralela a la autovía A-7, dirección Almenara. Así entra a la provincia de Castellón.

### Provincia de Castellón

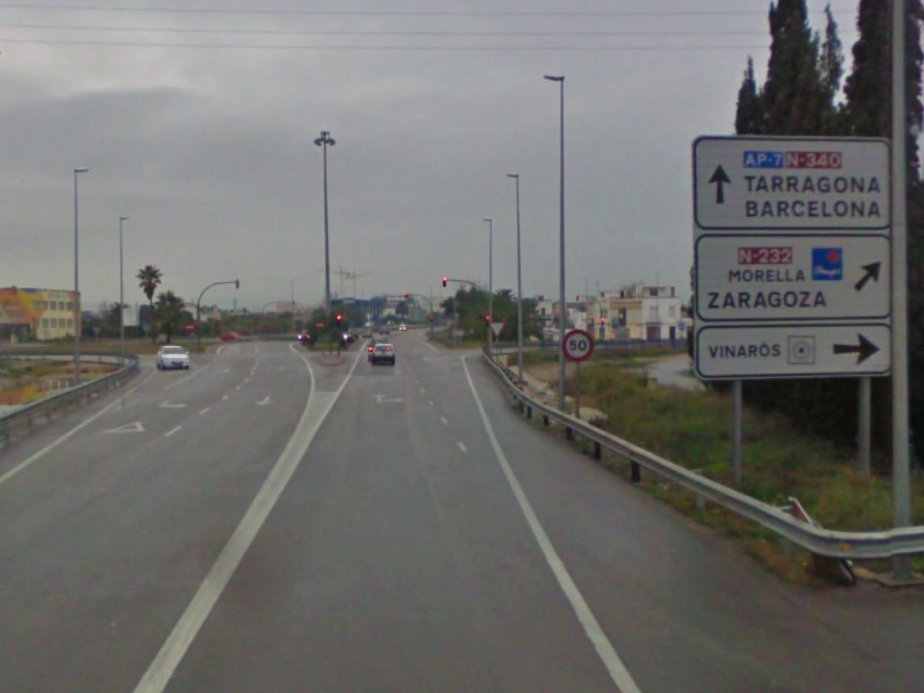
La N-340 a su paso por Vinaroz y el comienzo de la N-232 a Zaragoza

En la provincia de Castellón la N-340 entra entre la A-7 y la AP-7, atravesando Almenara, La Llosa y Chilches. Una vez llega a Nules, enlaza con la A-7, circunvala esta localidad y se divide en la N-340 y la CV-10 (continuación de la A-7 pero de competencia autonómica). Atraviesa Alquerías del Niño Perdido y circunvala Villarreal, tramo donde diariamente se producen grandes atascos. Así llega a la ciudad de Castellón de la Plana, bordeándola de sur a norte. Enlaza con otras carreteras como la CS-22 dirección Puerto de Castellón, la CV-17 hacia la autovía de la Plana CV-10, la CV-16 sentido Alcora o la CV-151 dirección Borriol. Una vez finalizado el by-pass de Castellón, la carretera atraviesa las poblaciones de Benicasim, Oropesa del Mar, la Ribera de Cabanes, Torreblanca, Alcalá de Chivert, Santa Magdalena de Pulpis, desvío de Peñíscola, Benicarló y Vinaroz, siempre paralela a la AP-7. Así, entra en Cataluña.
- Fomento adjudica una parte del proyecto para desdoblar la N-340 en Castellón
- Fomento licita la variante de Oropesa del Mar (enlace roto disponible en Internet Archive; véase el historial, la primera versión y la última).
- Fomento comienza el proceso para la duplicación de la N-340 en Castellón (enlace roto disponible en Internet Archive; véase el historial, la primera versión y la última).

### Poblaciones y principales enlaces en la comunidad Valenciana
- Orihuela-Torrevieja CV-95
- Guardamar del Segura CV-91
- Callosa de Segura CV-900
- Albatera
- Crevillente-Catral-Torrevieja CV-904
- Aspe-Novelda N-325
- Elche (km 716-722)
- Alicante
- San Juan de Alicante N-332
- Jijona
- Alcoy
- Cocentaina
- Muro de Alcoy
- Albaida.
- Montaberner.
- Alfarrasí.
- Bellús.
- Játiva-Alcira CV-41.
- Llosa de Ranes.
- Alberique.
- Masalavés.
- Montortal.
- Alcudia de Carlet-Carlet-Alcira CV-50

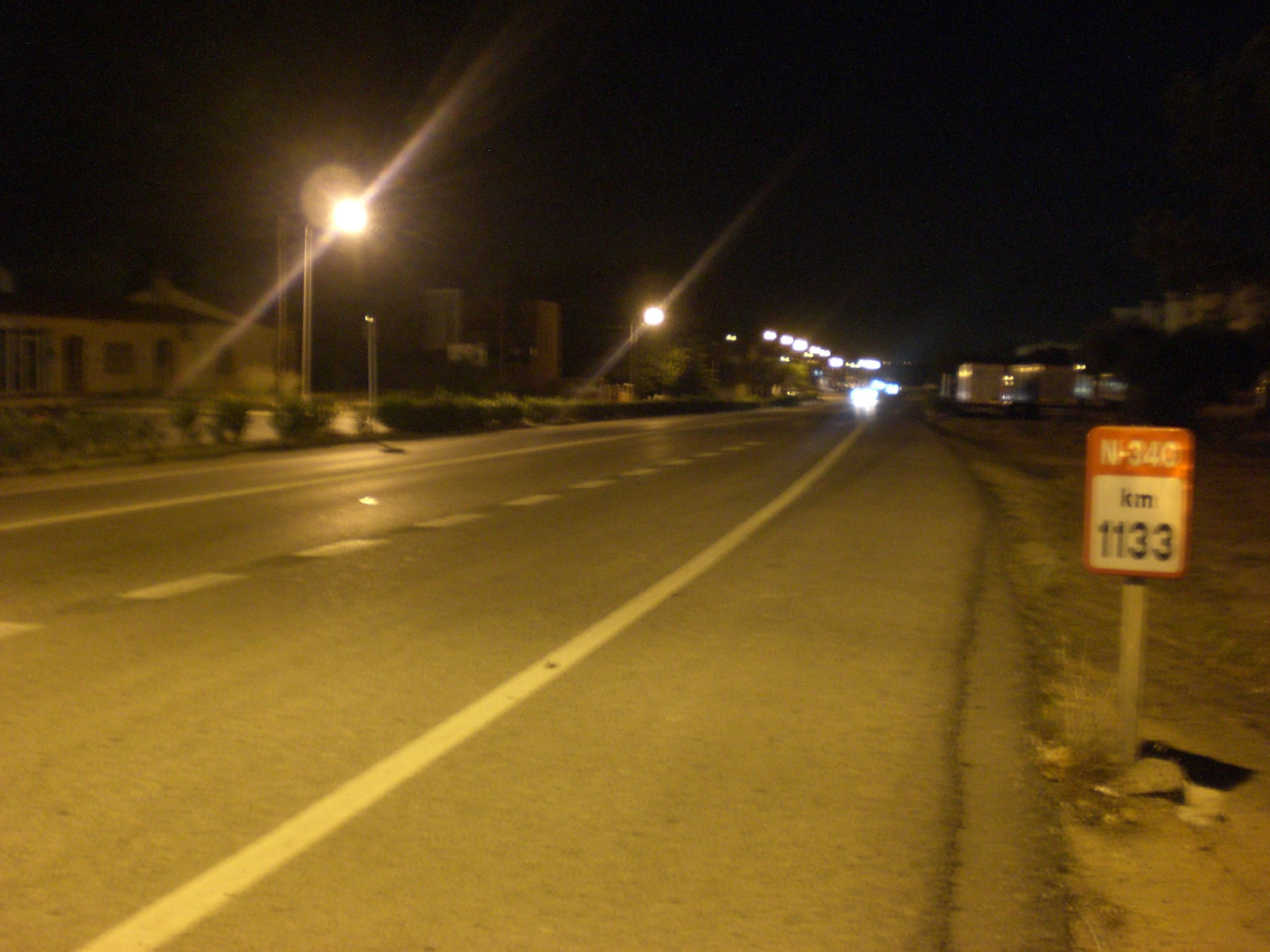
Hito de la N-340 en el km 1133 (Miami Playa)

- Alginet
- Silla
- Valencia
- Sagunto-Teruel A-23.
- Almenara.
- Chilches.
- Nules-Vall de Uxó N-225.
- Burriana CV-18.
- Villarreal.
- Castellón de la Plana.
- Grao de Castellón CS-22.
- Benicasim.
- Oropesa del Mar.
- Torreblanca.
- Alcalá de Chivert
- Peñíscola
- Benicarló
- Vinaroz-Morella N-232

### Provincia de Tarragona
La N-340 en Cataluña discurre por la costa mediterránea entre el límite con la provincia de Castellón y la ciudad de Barcelona, en 2007 el 17,5% de los siniestros de la provincia de Tarragona se produjeron en esta carretera. Al dejar la Comunidad Valenciana entra en la provincia de Tarragona, la primera población por la que discurre es Alcanar dónde traviesa todo su término municipal por el litoral, dejando al este la turística población de Las Casas de Alcanar. A causa del trágico accidente del camping Alfaques, en Alcanar Playa, la nacional se desvió de esta urbanización de Alcanar y por fuera de la siguiente localidad, San Carlos de la Rápita y Amposta, dos poblaciones que se sitúan junto al Parque natural del Delta del Ebro. Tras dejar Amposta se cruza el río Ebro. De este modo llega a La Aldea, aquí enlaza con la carretera autonómica C-42 que se dirige hacia Tortosa. Siguiendo hacia el norte atravesamos las poblaciones de La Ampolla, Perelló, Ametlla de Mar y Hospitalet del Infante, aquí enlaza con la carretera autonómica C-44 que se dirige hacia el interior, a Mora de Ebro. A partir de aquí se desdobla y se une a la A-7, pasando por Cambrils, Vilaseca y llegando hasta la ciudad de Tarragona. Pasando por esta ciudad enlaza con otras carreteras de la red estatal como la N-241 Acceso al puerto de Tarragona, la N-240 que se dirige hacia Lérida por Valls y la T-11 que se dirige hacia Reus. Continuando su itinerario discurriendo por el litoral atravesando las poblaciones de Torredembarra, Comarruga (aquí enlaza con la autopista C-32 que va a Barcelona por Sitges) y Vendrell donde conecta con las carreteras de la red autonómica C-31 a Villanueva y Geltrú y la C-51 a Valls. El recorrido sigue por Bellvey y su famoso semáforo, donde se producen constantes retenciones; La Gornal, con su siguiente semáforo, pasando por Arbós, que discurre por dentro la población y que también tiene un par de semáforos más.

### Provincia de Barcelona
Si seguimos el itinerario entramos en la provincia de Barcelona atravesando las poblaciones de Santa Margarita y Monjós, Villafranca del Penedés, Aviñonet del Penedés, Ordal, el puerto del mismo nombre y Vallirana. A partir de aquí se desdobla renombrándose a autovía B-24, enlazando con otras autovías como la A-2 que une a Barcelona con Zaragoza y Madrid y así llega a la ciudad de Barcelona y pone fin a su itinerario desembocando en la avenida del Paralelo.
En todo su tramo entre Torredembarra y Vallirana es la única vía alternativa a la autopista AP-7 y tiene tan solo seis tramos donde es posible adelantar. La velocidad promedio es de 53 km/h.

### Poblaciones y principales enlaces en Cataluña
- Alcanar
- San Carlos de la Rápita
- Amposta
- La Aldea C-42
- La Ampolla
- Perelló
- Ametlla de Mar
- Hospitalet del Infante
- Vandellós C-44
- Mora de Ebro C-44
- Cambrils
- Vilaseca
- Salou C-14
- Reus C-14
- Reus T-11
- La Canonja
- Tarragona
- Altafulla
- Torredembarra
- Vendrell-Sitges C-32 C-31
- Villafranca del Panadés.
- Aviñonet del Penedés
- Ordal
- Vallirana
- Cervelló
- Molins de Rey
- San Felíu de Llobregat
- San Justo Desvern
- Esplugas de Llobregat
- Hospitalet de Llobregat
- Barcelona